# 前田弘喜
前田 弘喜（まえだ ひろき、1983年8月4日 - ）は、日本の男性声優。高知県出身。AIR AGENCY所属。

## 略歴
81ACTOR'S STUDIO、アミューズメントメディア総合学院、AIR AGENCY養成所出身。

## 人物
方言は土佐弁。
趣味はカラオケ、漫画鑑賞、マッサージ。特技は殺陣。

## 出演

### テレビアニメ
2012年
- 頭文字D Fifth Stage（246メンバー、男A）
- カンピオーネ! 〜まつろわぬ神々と神殺しの魔王〜（男性A）
- 黒子のバスケ（引ったくり犯）
- ダンボール戦機 シリーズ（2012年 - 2013年、シーカー隊員、オペレーター、マネージャー、オペレーターA、イワン・クロスキー） - 2シリーズ
- マジでオタクなイングリッシュ!りぼんちゃん 〜英語で戦う魔法少女〜（2012年 - 2013年、ドライバー、プロデューサーA、ふじっぴー、整理員A） - 2シリーズ

2013年
- アイカツ!（記者、係員）
- AKB0048（男A）
- 革命機ヴァルヴレイヴ（ドルシア軍・軍人A）
- ガンダムビルドファイターズ（敵、ヤジマ社長）
- 進撃の巨人（賊、補給兵）
- ちはやふる2（係員）
- はじめの一歩 Rising（2013年 - 2014年、観客、記者）
- プピポー!（あーちゃんパパ、祠の幽霊）

2014年
- 犬猫アワー 47都道府犬R&にゃ〜めん（社長、男、老夫、博士、店主、男2）
- キャプテン・アース（救急隊員）

2015年
- GATE 自衛隊 彼の地にて、斯く戦えり（2015年 - 2016年、村人、ハイデッガー、参事官）
- デス・パレード（男）
- ビキニ・ウォリアーズ（店主）
- 干物妹!うまるちゃん（2015年 - 2017年、男子生徒、海老名 父、店長、大家 他） - 2シリーズ

2016年
- アクティヴレイド -機動強襲室第八係-（警備員）
- 紅殻のパンドラ（船内アナウンス）
- 甲鉄城のカバネリ（家臣）
- ゴッドイーター（住民）
- ドリフェス!（ディレクター）
- ナンバカ（親方）
- ファンタシースターオンライン2 ジ アニメーション（担当者）
- プリンス・オブ・ストライド オルタナティブ（実況）
- マギ シンドバッドの冒険（審判）

2017年
- 政宗くんのリベンジ（教師）
- 銀魂.（ナレーション）
- パズドラクロス（ドミニオンB、黒服B）
- 戦姫絶唱シンフォギア シリーズ（2017年 - 2019年、兵士、室長） - 2シリーズ
- 魔法陣グルグル（司会、トカゲの一郎、風の王）

2018年
- 刻刻（阿南、チンピラ）
- たくのみ。（社員A）
- 宇宙よりも遠い場所（隊員）
- ポプテピピック（勅使河原清史）
- りゅうおうのおしごと!（記者A）
- レイトン ミステリー探偵社 〜カトリーのナゾトキファイル〜（2018年 - 2019年、研究者B、ポリス、ファーロン・アーレンダレム）
- 斉木楠雄のΨ難（男子生徒、男子生徒B）
- 鹿楓堂よついろ日和（柴野の父親）
- 覇穹 封神演義（兵士）
- ソードアート・オンライン オルタナティブ ガンゲイル・オンライン（Alphon）
- はたらく細胞（静脈弁の細胞、一般細胞4、がん細胞3、一般細胞1、一般細胞3）
- フルメタル・パニック! Invisible Victory（兵士B）
- ハイスコアガール（2018年 - 2019年、童貞Tシャツ男、CMナレーションA、車内アナウンス） - 2シリーズ
- 天狼 Sirius the Jaeger（穏健派シュルトケルガー）
- HUGっと!プリキュア（司会）
- メルクストーリア -無気力少年と瓶の中の少女-（ゴルドリー、門番）
- とある魔術の禁書目録III（2018年 - 2019年、騎士、襲撃者）
- 叛逆性ミリオンアーサー（円卓アーサーA）

2019年
- W'z《ウィズ》（男性職員、男性若者）
- おしりたんてい（2019年 - 2022年、ヨコハマベ）
- かぐや様は告らせたい〜天才たちの恋愛頭脳戦〜（質問者）
- 荒野のコトブキ飛行隊（ラハマ代表、エリート興業社員、オペレーター）
- えんどろ〜!（デスヨッチャンB、老人）
- ジョジョの奇妙な冒険 黄金の風（白スーツ男、父親、浮浪者）
- 転生したらスライムだった件（2019年 - 2024年、騎士隊長、兵士B、月曜師ディナ） - 3シリーズ
- Fairy gone フェアリーゴーン（オークショニア、スティーヴ） - 2シリーズ
- ワンパンマン（フェニックス男）
- ぼくたちは勉強ができない（あんず飴屋）
- とある科学の一方通行（上官、DA兵、警備員、アンチスキル）
- Dr.STONE（2019年 - 2021年、おじいちゃん、ワシレフスキー、アラバスタ、密談している男）
- 彼方のアストラ（兵士A）
- からかい上手の高木さん2（写真屋さん）
- フルーツバスケット（男性）
- 炎炎ノ消防隊（2019年 - 2020年、司祭、聖陽教徒、蛇尾中隊長） - 2シリーズ
- ダンジョンに出会いを求めるのは間違っているだろうか シリーズ（2019年 - 2020年、伝令、フォー、住人、イケロス団員、ボア 他） - 2シリーズ
- バビロン（2019年 - 2020年、捜査員、柏葉晴臣、護衛A）
- 神田川JET GIRLS（引ったくり男）
- 食戟のソーマ 神ノ皿（男子生徒B）
- ライフル・イズ・ビューティフル（顧問の先生）
- 星合の空（翅の父）
- 慎重勇者〜この勇者が俺TUEEEくせに慎重すぎる〜（道具屋、男道具屋）
- 妖怪学園Y 〜Nとの遭遇〜（2019年 - 2021年、広告ナレ、キョンシー、怒野ランボー、黒田鬼蔵、ブラック鬼ャメラ、ライセー、ザ・ホーム、リゲル、竹屋ショウイチ、堀須シルベ、クロウマン、トランポリン、ワニワニ・パニック、ブラックデイモン、ブルブローロ、デプロプス 他）

2020年
- ダーウィンズゲーム（警官）
- 推しが武道館いってくれたら死ぬ（オタク）
- とある科学の超電磁砲T（救急隊員、警備、男性アナ）
- 異種族レビュアーズ（闇属性の客B）
- あひるの空（化学部員、審判、先生、岡野）
- ハクション大魔王2020（館長）
- ゾゾゾ ゾンビーくん（サメゾンビ）
- アラド:逆転の輪（オウ・ウトー）
- モンスター娘のお医者さん（ハーピー男B）
- ミュークルドリーミー（2020年 - 2021年、先生、司会、石膏像A、長さん） - 2シリーズ
- ド級編隊エグゼロス（ドライバー）
- ゴールデンカムイ（2020年 - 2023年、酒場の主人、国境警備隊、漁師たち、秘密警察、看守たち 他） - 2シリーズ
- ストライクウィッチーズ ROAD to BERLIN（庭師）
- 神様になった日（祭り客）
- ひぐらしのなく頃に業（2020年 - 2021年、村人、弁護士、役員） - 2シリーズ
- ツキウタ。 THE ANIMATION2（現場監督）

2021年
- たとえばラストダンジョン前の村の少年が序盤の街で暮らすような物語（町の人C）
- ホリミヤ（2021年 - 2023年、体育教師、TVの音声・男性A） - 2シリーズ
- 無職転生 〜異世界行ったら本気だす〜（医師、ロウマン）
- Re:ゼロから始める異世界生活（魔女教徒）
- スケートリーディング☆スターズ（コーチ、司会、審判長）
- Vivy -Fluorite Eye's Song-（職員2、トァク隊員5、研究者3、先生、開発者2 他）
- カードファイト!! ヴァンガード overDress（2021年 - 2024年、マスター、店員、店長） - 2シリーズ
- 86-エイティシックス-（2021年 - 2022年、トム、軍人、おじいさん、分析官、管制クルー 他） - 2シリーズ
- 戦闘員、派遣します!（緊急アナウンス）
- 現実主義勇者の王国再建記（神官長、ワイスト・ガロー）
- NIGHT HEAD 2041（灰谷裕一郎、教団員A）
- メガトン級ムサシ（2021年 - 2022年、滝野芳行、輝の父、オペレーター） - 2シリーズ
- 見える子ちゃん（化け物、警察官）
- プラチナエンド（コメンテーター佐藤）
- 境界戦機（不動ユウジ）
- 月とライカと吸血姫（撮影スタッフ、カメラマン）
- 進化の実〜知らないうちに勝ち組人生〜（レオン・ベルガー）

2022年
- ジョジョの奇妙な冒険 ストーンオーシャン（2022年 - 2023年、警官B、看守、警備隊A、囚人A、研究員A 他） - 3シリーズ
- 失格紋の最強賢者（従者、傭兵B）
- ハコヅメ〜交番女子の逆襲〜（町山署長）
- 薔薇王の葬列（貴族A、スタンリー）
- 処刑少女の生きる道（騎士、男幹部）
- 舞妓さんちのまかないさん（豆腐屋さん、店主）
- ヒーラー・ガール（患者）
- まちカドまぞく 2丁目（通訳の人）
- 転生賢者の異世界ライフ 〜第二の職業を得て、世界最強になりました〜（ロティス）
- RWBY 氷雪帝国（剣）
- 異世界おじさん（街の人、傭兵）
- はたらく魔王さま!!（2022年 - 2023年、ブルー、マレブランケ、恩田会長、講師） - 2シリーズ
- ハナビちゃんは遅れがち（店員2、近所のお爺さん）
- 後宮の烏（門番B）
- 遊☆戯☆王ゴーラッシュ!!（怪人）
- 忍の一時（甲賀忍者1、甲賀1、安忍2、仁科・アマデウス・義仲）
- クールドジ男子（店長）
- 陰の実力者になりたくて!（2022年 - 2023年、教団兵、生徒、騎士、市民） - 2シリーズ

2023年
- シュガーアップル・フェアリーテイル（妖精商人、教父、ブルック） - 2シリーズ
- 山田くんとLv999の恋をする（ごぼう）
- 贄姫と獣の王（元老院議長B）
- Opus.COLORs（コメンテーター）
- 機動戦士ガンダム 水星の魔女（交渉人）
- SYNDUALITY Noir
- AYAKA -あやか-（係員B）
- わたしの幸せな結婚
- オーバーテイク!（自営業者、救急隊員、佐藤の上司）
- 新しい上司はど天然（おじさん）
- SHY（救助隊員）

2024年
- 異修羅（2024年 - 2025年、キヴィーラ、隊長） - 2シリーズ
- 悪役令嬢レベル99 〜私は裏ボスですが魔王ではありません〜（学園長、暗殺者、リーダー）
- シャングリラ・フロンティア（2024年 - 2025年、機械音声、モブA、武器屋） - 2シリーズ
- 僕の心のヤバイやつ（主任）
- 姫様“拷問”の時間です（テレビの司会者）
- WIND BREAKER
- Lv2からチートだった元勇者候補のまったり異世界ライフ（司祭）
- バーテンダー 神のグラス（ラパンのチーフ）
- アイドルマスター シャイニーカラーズ（カメラマン）
- リンカイ!（伊東五郎）
- 月が導く異世界道中 第二幕（ホープレイズ）
- 異世界スーサイド・スクワッド（ウェイド看守長、男性客B）
- 2.5次元の誘惑（校長）
- 異世界失格（兵士、男、ヘクトの村人）
- 烏は主を選ばない（遊び人）
- トリリオンゲーム（2024年 - 2025年、面接官、監督、皇の部下）
- アオのハコ（2024年 - 2025年、大喜の父、山本先生、教師）
- 魔王2099（客）
- デリコズ・ナーサリー（執事、貴族の親）
- 神之塔 -Tower of God- 工房戦（アマグダ）
- やり直し令嬢は竜帝陛下を攻略中（受験生A）

2025年
- ババンババンバンバンパイア（教頭先生）
- SAKAMOTO DAYS（入谷）
- 魔法使いの約束（市民、兵士）
- 青のミブロ（剣客、師範）
- 九龍ジェネリックロマンス（ヒヨ爺）
- 紫雲寺家の子供たち（測候所職員A）
- 勇者パーティーを追放された白魔導師、Sランク冒険者に拾われる 〜この白魔導師が規格外すぎる〜（ウルゴ）

### 劇場アニメ
2010年代
- 風のように（2016年、寅）
- モンスターストライク THE MOVIE ソラノカナタ（2018年、委員）
- 映画 プリキュアミラクルユニバース（2019年、パトロール隊員G）
- 劇場版 誰ガ為のアルケミスト（2019年、タクシードライバー）
- 空の青さを知る人よ（2019年、新渡戸バンド サックス）

2020年代
- 人体のサバイバル!（2020年、警備員）
- アイの歌声を聴かせて（2021年、ラボ員）
- グッバイ、ドン・グリーズ!（2022年、天気予報士）
- 映画おしりたんてい 夢のジャンボスイートポテトまつり（2022年、ヨコハマベ）
- 劇場版 転生したらスライムだった件 紅蓮の絆編（2022年、将軍A）
- コードギアス 奪還のロゼ（2024年、管制長、管制官、七煌星団員、市民、黒の騎士団兵）

### OVA
- ハイスコアガール（2019年、童貞Tシャツ男）
- 転生したらスライムだった件（2020年、部下B） - 漫画版第14 - 16巻OAD付き限定版
- ゴールデンカムイ（アイヌの男たち） - コミックス第23巻アニメDVD同梱版
- ダンジョンに出会いを求めるのは間違っているだろうかIII（2021年、店員）
- フルーツバスケット -prelude-（2022年、今日子の父）
- 機動戦士ガンダム 水星の魔女 PROLOGUE（2022年、オックス社幹部）
- ストライク・ザ・ブラッド FINAL（2022年、部下）

### Webアニメ
2010年代
- ポケモン不思議のダンジョン マグナゲートと∞迷宮 紹介SPムービー（2012年、キュレム）
- できるかな（2017年、末井昭、不動産の人、おっさん、フレディそっくりさん）
- モンスターストライク（2018年 - 2019年、デーモン、レシアル兵）
- 斉木楠雄のΨ難 Ψ始動編（2019年、勝負師）

2020年代
- ハレルヤ -運命の選択-（2020年、コング）
- 幼女社長（2021年、キツネ、医者、サラリーマンB）
- 極主夫道（2021年、ヤクザC）
- ULTRAMAN（2022年、科特隊員A）
- 風都探偵（2022年、木村正）
- 転生したらスライムだった件 コリウスの夢（2023年、使用人）
- マサムネ - 使命の赤き刃 -（2023年、兵士）

### ゲーム
2012年
- アラド戦記
- BLAZBLUE CHRONOPHANTASMA

2013年
- 死神所業
- 蒼穹のスカイガレオン(アンラマンユ、オシリス)
- ロミオVSジュリエット

2014年
- JUDAS CODE（主人公〈男〉）
- スゴスロ
- ロミオ＆ジュリエット

2015年
- 蒼穹のスカイガレオン(カグツチ、カンナカムイ、オオクニヌシ、オオナムチ）
- 創作アリスと王子さま!（祐樹の父）
- 干物妹！うまるちゃん 干物妹育成計画

2016年
- 蒼穹のスカイガレオン（ノーンハスヤ、フワル・クシャエータ、アンラマンユ）

2017年
- デウスエクス マンカインド・ディバイデッド

2018年
- ライフ イズ ストレンジ ビフォア ザ ストーム（マイキー・ノース）

2020年
- ライフ イズ ストレンジ2（スティーブン・レイノルズ）
- ダンジョンに出会いを求めるのは間違っているだろうか 〜メモリア・フレーゼ〜（ノアール）

2021年
- ジャックジャンヌ
- メガトン級ムサシ（滝野芳行、輝の父）

2023年
- ホグワーツ・レガシー（エイブラハム・ローネン）
- BLUE PROTOCOL

2024年
- 18TRIP
- ライドカメンズ
- 機動戦士ガンダム U.C. ENGAGE（2024年 - 2025年、ブーデイン、輸送機パイロット）

### ドラマCD
- アインザッツ vol.3（呉平雄斗）
- 艶漢2
- 息遣いシリーズ　アイドル編
- 嘘つきボーイフレンド〜本気のボーイフレンド〜
- 黒子のバスケ
- 時空警察ヴェッカーシグナ
- ティンクルセイバーNOVA
- ぬらりひょんの孫
- 文豪シリーズ「文豪失格」
- THE IDOLM@STER SideM NEW STAGE EPISODE 01・02（2020年、撮影監督、音声・司会）

### デジタルコミック
- フェンリル母さんとあったかご飯＠COMIC（2020年、エラルド[43]）
- とげとげ（2021年、強面の患者[44]、院長先生[45]）
- 青眼の大和（2021年、塚本[46]）

### 吹き替え
- 新しいワタシの見つけ方（ウェイド・トンプソン〈アンソニー・クリベロ〉）
- 宇宙船レッド・ドワーフ号 シーズン12（ヴラド・ツェペシュ）
- 王様のためのホログラム（ロン〈トム・スケリット〉）
- ザ・ブリッジ 〜国境に潜む闇（ダニエル・フライ〈マシュー・リラード〉）
- シャークトパスVSプテラクーダ
- 3匹のぶた＆オオカミベビー（ウォルフォウィッツ博士〈トム・ケニー〉）
- ドクター・ドリトル（近衛兵中隊長[47]）
- ドラゴン・オブ・ナチス
- ドラゴンハンター
- ニンジャ・アベンジャーズ（ミヤット）
- ハイジャッキング
- MYTHCA　ミシカ／ダーク・エネミー（ペレガス）
- リターン・トゥ・アース 宇宙に囚われた1027日（ケルヴィン）

### ボイスオーバー
- 教訓のススメ
- 最新人体ミステリーシンドロームＸ
- トリハダ（秘）スクープ映像100科ジテン
- 日経スペシャル 未来世紀ジパング〜沸騰現場の経済学〜
- ヒルナンデス
- ぶっこみジャパニーズ3、5

### ナレーション
- スーパービンゴNEO　PV
- ToLOVEる　店頭用ナレーション

### CM
- メルセデス・ベンツ　アニメーションCM

### その他
- モンスターストライク アルスラーン SPECIAL MOVIE（2022年、ライオ[48]）

### シリーズ一覧
1. ↑  第2期『W』（2012年 - 2013年）、第3期『WARS』（2013年）
2. ↑  第1期（2012年）、第2期『the TV』（2013年）
3. ↑  第1期（2015年）、第2期『R』（2017年）
4. ↑  第4期『AXZ』（2017年）、第5期『XV』（2019年）
5. ↑  第1期（2018年）、第2期『II』（2019年）
6. ↑  第1期（2019年）、第2期第1部（2021年）、第3期（2024年）
7. ↑  第1クール（2019年）、第2クール（2019年）
8. ↑  第1期（2019年）、第2期『弐ノ章』（2020年）
9. ↑  第2期『II』（2019年）、第3期『III』（2020年）
10. ↑  第1期（2020年）、第2期『みっくす！』（2021年）
11. ↑  第三期（2020年）、第四期（2022年 - 2023年）
12. ↑  『業』（2020年）、続編『卒』（2021年）
13. ↑  第1期（2021年）、第2期『-piece-』（2023年）
14. ↑  Season1（2021年）、続編『Divinez』Season2（2024年）
15. ↑  第1クール（2021年）、第2クール（2021年 - 2022年）
16. ↑  シーズン1（2021年）、シーズン2（2022年）
17. ↑  第1クール（2022年）、第2クール（2022年）、第3クール（2023年）
18. ↑  1st Season（2022年）、2nd Season（2023年）
19. ↑  1st season（2022年 - 2023年）、2nd season（2023年）
20. ↑  第1クール（2023年）、第2クール（2023年）
21. ↑  第1期（2024年）、第2期（2025年）
22. ↑  1st season（2024年）、2nd season（2024年 - 2025年）